# Vääräjärvi (sjö i Kouvola, Kymmenedalen, 61,16 N, 27,01 Ö)
Vääräjärvi är en sjö i kommunen Kouvola i landskapet Kymmenedalen i Finland. Sjön ligger 78,3 meter över havet. Arean är 61 hektar och strandlinjen är 9,2 kilometer lång. Sjön  ingår i Kymmene älvs huvudavrinningsområde.   Den ligger omkring 76 km norr om Kotka och omkring 160 km nordöst om Helsingfors. 